# Cot Ema
Cot Ema är ett berg i Indonesien.   Det ligger i provinsen Aceh, i den västra delen av landet, 1 800 km nordväst om huvudstaden Jakarta. Toppen på Cot Ema är 111 meter över havet.
Terrängen runt Cot Ema är varierad. Runt Cot Ema är det ganska glesbefolkat, med 35 invånare per kvadratkilometer. I omgivningarna runt Cot Ema växer i huvudsak städsegrön lövskog.